# Tere Naam
Tere Naam (oversættelse:i dit navn) er en indisk bollywood-film fra 2003 instrueret af Satish Kaushik.
Bhoomika Chawla havde sin bollywood-debut i Tere Naam.

## Medvirkende
- Salman Khan.....Radhe
- Bhoomika Chawla.....Nirjara
- Mahima Chaudry.....Dancer(special appereance)